# متئورا (آلبوم)
متئورا یا متئرا (به انگلیسی: Meteora) دومین آلبوم استودیویی گروه راک آمریکایی لینکین پارک میباشد. این آلبوم در ۲۵ مارس ۲۰۰۳ توسط بردران وارنر به نشر رسید. این آلبوم بعد از کار همکاری آلبوم ری-انیمیشنکه رمیکسی از ترانه‌های قدیمی بود عرضه شد. بهترین و موفق‌ترین تک‌آهنگهای لینکین پارک نیز در همین آلبوم میباشد که شامل «جایی که به آن تعلق دارم»، «ضعیف»، «دروغگویی از تو»، «از درون»، «شکستن عادت» و «کرخت» میشوند. متئورا موفق‌ترین آلبوم در تاریخ مدرن راک تراکز میباشد. آهنگ کرخت بزرگترین ترانه سال در جدول شناخته شد. این آلبوم بیش از ۲۵ میلیون نسخه در سراسر جهان به فروش رسانید و رتبه ۳۶ام را در مجله بیلبورد ۲۰۰ برترین آلبوم‌های دهه از آن خود کرد.